# Американська жестова мова
Американська жестова мова (АЖМ) (від англ. American Sign Language, англ. ASL) — основна жестова мова в спільнотах глухих США і англомовній частині Канади. Крім того, на діалектах АЖМ або його креолах говорять у багатьох країнах світу, зокрема, більшості країн Західної Африки та частині країн Південно-Східної Азії. Американська жестова мова походить від французької жестової мови, 43 % жестів в цих мовах ідентичні, проте вона зазнала інтенсивної креолізації. Попри те, що в Австралії, Великій Британії, Новій Зеландії та США використовується одна й та сама усна мова — англійська, жестові мови в перших трьох країнах належать до сім'ї британської жестової мови і не взаємозрозумілі з американською жестовою мовою, навіть попри сильний вплив англійської на всі перераховані мови.
Американська жестова мова з'явилася на початку XIX століття у школі для глухих, розташованій в Гартфорді, що була заснована Томасом Геллодетом в 1817 році. У ній використовувалися педагогічні методики Паризького інституту глухих дітей, включаючи використання французької жестової мови. Оскільки до школи ходили діти, які знали інші жестові мови, в ситуації мовного контакту з'явилася американська жестова мова.
Попри широке використання американської жестової мови, не було проведено жодного надійного дослідження кількості її носіїв, проте в 1972 році було проведено дослідження, що приблизно розрахувало кількість людей, що його використовують: від 250 до 500 тисяч.
Як і в інших жестових мов, жест АЖМ має кілька компонентів, включаючи форму руки, її орієнтацію в просторі, місце виконання та тип руху. Крім того, жест може включати немануальний компонент, як-от вираз обличчя і положення голови та тіла. Граматика АЖМ абсолютно не споріднена англійській, а запозичені з англійської мови слова майже завжди передаються пальцевим алфавітом. У американській жестовій мові є узгодження і видове маркування дієслів, а також продуктивне утворення класифікаторів. Більшість вчених дотримується думки, що типологія порядку слів американської жестової мови — SVO або SOV. З іншого боку, американська жестова мова має нетипові для креольської мови ознаки, такі, як агглютинативна морфологія.